# Ralph Lauren
 Nota: Este artigo é sobre a pessoa Ralph Lauren; para a marca, veja Ralph Lauren(marca).
Ralph Lauren (nascido Ralph Lifschitz; Bronx, 14 de outubro de 1939) é um desenhista de roupas norte-americano de origem judia cujo estilo abrange desde roupas clássicas até designs inspirados pelos nativos norte-americanos.

## Carreira
Quando terminou o curso de segundo grau, em 1957, Ralph Lifshitz escreveu no anuário de sua turma, no De Witt Clinton High School, de Nova Iorque, o que ele gostaria de ser na vida: milionário. Ele conseguiu realizar seu desejo, e em pouco mais de duas décadas juntou seu primeiro milhão de dólares.
A sua família era uma família de imigrantes judeus da classe trabalhadora, com muito pouco dinheiro para esbanjar. Mais tarde, Ralph decidiu abandonar a faculdade, e essa decisão foi o seu primeiro passo no caminho para o sucesso.
E foi como Ralph Lauren que ele se tornou um dos mais importantes estilistas do século XX.
A sofisticação, na verdade, sempre fora a sua meta. Desde adolescente, ele admirava a elegância natural do duque de Windsor, dos atores Cary Grant e Fred Astaire e da atriz Greta Garbo, gente que não precisava exibir etiquetas para se destacar. E quando viu que as portas do mundo da moda se abriam para ele, decidiu que suas roupas seriam, antes de tudo, sofisticadas.
A década de 1970, com efeito, deu início a uma avalanche da grife Ralph Lauren, que passou a existir ao lado da Polo, com o lançamento de roupas infantis, perfumes, acessórios e, principalmente, a sua "home collection", linha de artigos para casa, de móveis antigos a lençóis, de delicados objetos de porcelana a preciosos tapetes orientais, tudo arrumado, nas lojas, de maneira tão elegante e ao mesmo tempo tão casual.
Das roupas à decoração de interiores, na verdade, a assinatura de Ralph Lauren sempre garante, mais do que moda, um estilo de vida.
Além da alta costura, a grife Ralph Lauren também se notabiliza pelos sofisticados perfumes Polo apresentados em quatro versões: green, blue, black e red.

## Ralph Lauren no Friends
No canal NBC, o sitcom Friends, Rachel Green trabalhou para escritório corporativo da Ralph Lauren, desde a quinta temporada até o clímax do episódio final, onde Rachel teve de decidir se aceitava ter um emprego em Paris ou permanecer em Ralph Lauren, em Nova Iorque. Ralph Lauren apareceu duas vezes durante a série.